# Oclusiva labiodental surda
A oclusiva labiodental surda é um som produzido consoante como um [p], mas com o lábio inferior contactando os dentes superiores, como em [f]. Isto pode ser representado no IPA como ⟨ p̪ ⟩. Um símbolo separado não reconhecido pelo IPA, que é muitas vezes visto, especialmente em Bantu linguística, é a qp ligadura ⟨ȹ⟩.
A oclusiva labiodental surda, possivelmente, não é fonêmica em qualquer idioma. No entanto, isso ocorre alofonicamente. O dialeto XiNkuna de Tsonga tem africadas, [p̪͡f] e [b̪͡v] (ou seja, [ȹ͡f] e [ȸ͡v] ), que ao contrário do bilabial-labiodental africado [p͡f] do alemão, são puramente labiodental.
Uma razão para que este som pode ser tão raras é que uma pessoa com dentes superiores desiguais, ou lacunas entre os dentes, não será capaz de bloquear completamente o fluxo de ar para fora da boca e, portanto, tendem a produzir uma fricativa [f] , em vez de uma oclusiva [P].

## Características
- Sua forma de articulação é oclusiva, ou seja, produzida pela obstrução do fluxo de ar no trato vocal.[1]
- Como a consoante também é oral, sem saída nasal, o fluxo de ar é totalmente bloqueado e a consoante é uma plosiva.[1]
- Seu local de articulação é labiodental, ou seja, está articulado com o lábio inferior e os dentes superiores.[1]
- Sua fonação é surda, o que significa que é produzida sem vibrações das cordas vocais.[1]
- É uma consoante oral, o que significa que o ar só pode escapar pela boca.[1]
- Como o som não é produzido com fluxo de ar sobre a língua, a dicotomia central-lateral não se aplica.[1]
- O mecanismo da corrente de ar é pulmonar, o que significa que é articulado empurrando o ar apenas com os pulmões e o diafragma, como na maioria dos sons.[1]

## Ocorrência
| Língua | Língua | Palavra   | AFI         | Significado |
| ------ | ------ | --------- | ----------- | ----------- |
| Grego  | Grego  | σάπφειρος | [ˈsap̪firo̞s̠] | Safira      |